# ウィル・ランクシャー
ウィル・ランクシャー（Will Lankshear, 2005年4月20日 - ）は、イングランド・ハートフォードシャー州ウェリン・ガーデン・シティ出身のプロサッカー選手。プレミアリーグ・トッテナム・ホットスパーFC所属。ポジションはフォワード。

## 経歴

### ユース
アーセナルFCのユースアカデミーを経て、2021年からシェフィールド・ユナイテッドFCのユースアカデミーに加入。
2021-22シーズンはU-18チームでキャプテンを務め、48試合に出場して38得点を記録してチームをディビジョン2優勝に導いた。また、トップチームの監督であるポール・ヘッキングボトムからもその才能を称賛された。
シェフィールドは新たな契約をオファーする予定だったが、トッテナム・ホットスパーFCが移籍金200万ポンドでランクシャーの獲得をオファーし、2022年8月にトッテナムと2025年夏までの契約を結んだ。

### トッテナム・ホットスパー
2022年10月8日にU-18チームで初出場。UEFAユースリーグのスポルティングCP戦では試合開始からわずか46秒で得点を記録した。
2023-24シーズンはU-21チームでプレーし、プレミアリーグ2で23得点を記録。サンダーランドAFCとのプレーオフ決勝に勝利して優勝し、リーグのシーズン最優秀選手賞を受賞した。
2024年10月3日、UEFAヨーロッパリーグのフェレンツヴァーロシュTC戦に先発出場してトップチームデビューを果たした。11月7日のガラタサライSK戦でプロ初得点を記録したが、その後イエローカードを2枚提示され、退場となった。

#### ウェスト・ブロムウィッチ・アルビオン
2025年2月1日にEFLチャンピオンシップのウェスト・ブロムウィッチ・アルビオンFCへ期限付き移籍した。

## 代表歴
2023年11月15日にU-19イングランド代表に初選出され、ルーマニア戦で得点を記録した。
2024年10月10日にU-20イングランド代表に初選出された。